# ویل کمپ
ویل کمپ (انگلیسی: Will Kemp؛ زادهٔ ۲۹ ژوئن ۱۹۷۷) یک هنرپیشه اهل بریتانیا است. وی از سال ۱۹۹۷ میلادی تاکنون مشغول فعالیت بوده‌است.
از فیلم‌ها یا برنامه‌های تلویزیونی که وی در آن نقش داشته است می‌توان به فیلم ون هلسینگ (۲۰۰۴ میلادی)، میگل و ویلیام (۲۰۰۷ میلادی) و مجموعه‌های تلویزیونی نیکیتا (۲۰۱۱ میلادی) و ۹۰۲۱۰ (۲۰۱۲ میلادی) اشاره کرد.